# Spoorlijn Celle - Wahnebergen
De spoorlijn Celle - Wahnebergen was een Duitse spoorlijn in Nedersaksen en was als spoorlijn 1721 onder beheer van DB Netze.

## Geschiedenis
Het traject werd door de Preußische Staatseisenbahnen geopend tussen 1903 en 1904. In 1948 werd gedurende de Blokkade van Berlijn en verbindingsspoor aangelegd vanaf Wietzenbruch tot aan de Luchtmachtbasis Celle van waaruit de RAF Berlijn bevoorraadde. 
Het personenvervoer op de lijn is opgeheven op 26 september 1966. Daarna heeft er nog goederenvervoer plaatsgevonden tussen Wietzenbruch en Schwarmstedt tot 31 januari 1981. Westelijk van Schwarmstedt reden er nog goederentreinen tussen Ahlden en Rethem tot 31 januari 1981, tussen Gilten en Ahlden tot 31 december 1988, van Schwarmstedt naar Gilten tot 31 december 1993 en tussen Rethem en Wahnebergen tot 28 mei 1994. Na de stillegging in 1995 is de lijn volledig opgebroken met uitzondering van het gedeelte tussen Celle en de Luchtmachtbasis Celle dat in 2005 werd gesloten. 
Thans is het gedeelte tussen Ahlden en Westen omgevormd tot fietspad.

## Aansluitingen
In de volgende plaatsen is of was er een aansluiting op de volgende spoorlijnen:
Celle
DB 1710, spoorlijn tussen Hannover en Celle
DB 1720, spoorlijn tussen Lehrte en Cuxhaven
DB 1722, spoorlijn tussen Celle en Braunschweig
DB 1724, spoorlijn tussen Gifhorn Stadt en Celle
DB 9170, spoorlijn tussen Celle en Soltau
DB 9173, spoorlijn tussen Celle en Wittingen
Schwarmstedt
DB 1711, spoorlijn tussen Hannover en Bremervörde
Wahnebergen
DB 1740, spoorlijn tussen Wunstorf en Bremerhaven